# خوش باغ
خوش باغ (انگلیسی: Khushbagh) (ترجمه تحت‌اللفظی "باغ خوشحالی") باغ-گورستان نواب بنگال است که در کرانه غربی رودخانه هوگلی، در حدود یک مایلی از کرانه شرقی آن، در بلوک سی دی مرشد آباد-جیاگنج در بخش فرعی لالباغ از بخش مرشدآباد بنگال غربی، هند واقع شده است.